# Liêm Khê
Liêm Khê (giản thể: 濂溪区; phồn thể: 濂溪區; bính âm: Liánxī Qū) là một khu thuộc thành phố Cửu Giang, tỉnh Giang Tây, Trung Quốc. Liêm Khê gần với Trường Giang ở phía bắc, đông kề hồ Bà Dương, ở phía nam tựa vào Lư Sơn- một thắng cảnh nổi tiếng. Liêm Khê được mệnh danh là "Kinh-Cửu trọng trấn, Bà Hồ minh châu". Khu Liêm Khê dài 34 km theo chiều bắc-nam và dài 29 km theo chiều đông-tây. Khu Liêm Khê được thành lập từ năm 2016.

## Hành chính
Liêm Khê được chia ra làm 10 đơn vị hành chính cấp hương, gồm 3 nhai đạo, 5 trấn và 2 hương. Ngoài ra quận này còn quản lí 2 đơn vị tương đương cấp hương khác
- Nhai đạo: Thập Lý (十里街道), Ngũ Lý (五里街道), Thất Lý Hồ (七里湖街道)
- Trấn: Cô Đường (姑塘镇), Uy Gia (威家镇), Tân Cảng (新港镇), Liên Hoa (莲花镇), Trại Dương (赛阳镇)
- Hương: Ngu Gia Hà (虞家河乡), Cao Lũng (高垅乡)

Đơn vị ngang cấp hương khác
- Sở nghiên cứu rừng Lư Sơn (庐山林科所)
- Tân thành văn hoá sinh thái Lư Sơn (庐山生态文化新城)